# Medetera pospelovi
Medetera pospelovi är en tvåvingeart som beskrevs av Grichanov 1997. Medetera pospelovi ingår i släktet Medetera och familjen styltflugor. Inga underarter finns listade i Catalogue of Life.